# Sincrociclotrone (CERN)

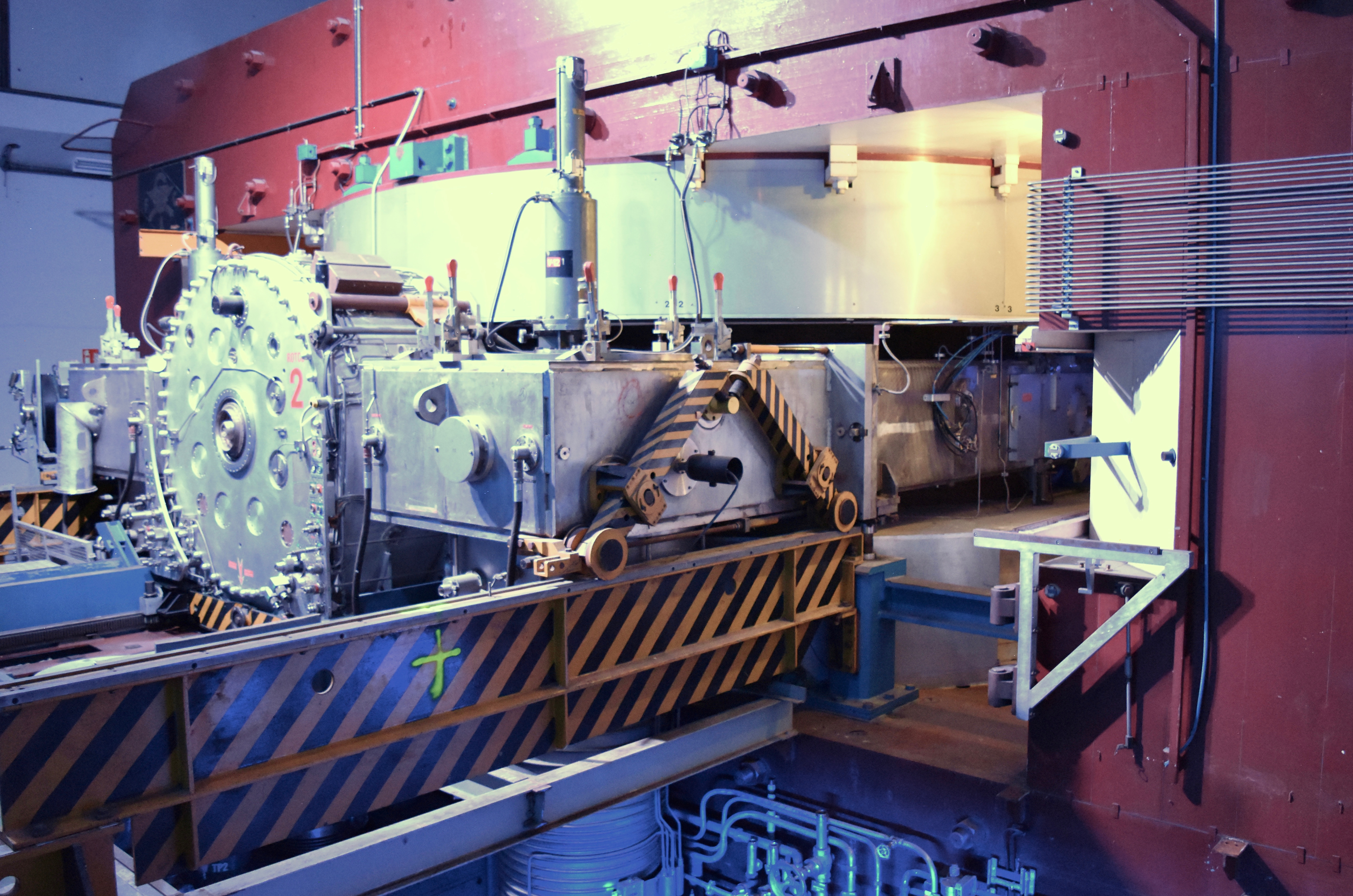
Il sincrociclotrone (SC)

Il Sincrociclotrone, o Synchrocyclotron (SC), costruito nel 1957, è stato il primo acceleratore del CERN . Aveva una circonferenza di 15,7 metri (52 ft) e ha fornito fasci per i primi esperimenti del CERN di fisica nucleare e delle particelle. Ha accelerato particelle ad energie fino a 600 MeV. La prima pietra del CERN è stata posta nel sito del Sincrociclotrone dal primo Direttore Generale del CERN, Felix Bloch. Dopo i suoi 33 anni di servizio straordinariamente lunghi, il SC è stato dismesso nel 1990. Oggi accoglie i visitatori come area espositiva del CERN.

## Funzionamento
Un sincrociclotrone (come idea generale) fu inventato da Edwin McMillan nel 1945. Il suo scopo principale è quello di accelerare particelle cariche come protoni e deutroni. La macchina è composta da due elettrodi metallici cavi a forma di D (detti "dees") con uno spazio tra loro, collegati a una sorgente di tensione alternata a radiofrequenza (RF). Questi "dees" sono posizionati su un piano in modo che le loro aperture sui lati piatti si guardino l'una con l'altra. Le particelle all'interno del sincrociclotrone possono essere accelerate da un "dee" all'altro dalla forza prodotta dal campo elettrico tra i "dees". Le particelle accelerate tra i due con questo metodo vengono ruotate dal campo magnetico creato da due grandi magneti posti sotto e sopra la struttura. La macchina continua ad accelerare le particelle alternando la direzione del campo elettrico fino a raggiungere il raggio massimo, quindi le estrae tramite un fascio luminoso e le invia verso un bersaglio o un'altra macchina. Durante tutto il processo, la frequenza viene ridotta per compensare l'aumento relativistico della massa dovuto alla velocità delle particelle che si avvicina alla velocità della luce.

## Storia
Alla fine del 1951 si tenne a Parigi un incontro dell'UNESCO su una nuova organizzazione europea per la ricerca nucleare. Nella riunione, la macchina del sincrociclotrone è stata proposta come soluzione ideale per un acceleratore di media energia da utilizzare fino a quando non si sarà costruito un acceleratore più potente. Più tardi, nel maggio 1952, nella prima riunione del consiglio dell'organizzazione proposta, Cornelis Bakker fu nominato direttore del "Synchro-Cyclotron Study Group" (Gruppo di studio del Sincrociclotrone). Dopo un mese, in un rapporto chiamato "Programma provvisorio del gruppo di studio sul sincrociclotrone", il gruppo ha deciso che avrebbe avuto bisogno di un progetto in grado di fornire protoni da 600 MeV. L'obiettivo iniziale era quello di indicare lo scopo del lavoro da svolgere e di studiare e/o progettare gli elementi necessari. Dopo gli studi preliminari, a metà giugno si è tenuto a Copenaghen il primo incontro del gruppo di studio SC. Le decisioni prese durante l'incontro includevano diversi viaggi per vedere macchine simili in tutto il mondo, stabilire contatti per trovare aziende appropriate in grado di costruire i pezzi necessari e preparare i disegni di base della macchina. Dopo una seconda riunione ad Amsterdam in agosto, una relazione sullo stato di avanzamento del 1º ottobre 1952 fu preparata da presentare alla riunione del Consiglio europeo per la ricerca nucleare che si sarebbe tenuta ad Amsterdam in ottobre. Secondo il rapporto, il gruppo mirava a terminare il proprio lavoro in un anno e a presentare un rapporto completo al Consiglio Europeo per la Ricerca Nucleare (CERN). Alla relazione era allegato un disegno di progetto preliminare del SC in cui si affermava che i lavori del gruppo stavano procedendo "in modo soddisfacente" e che stavano cooperando "in modo adeguato".

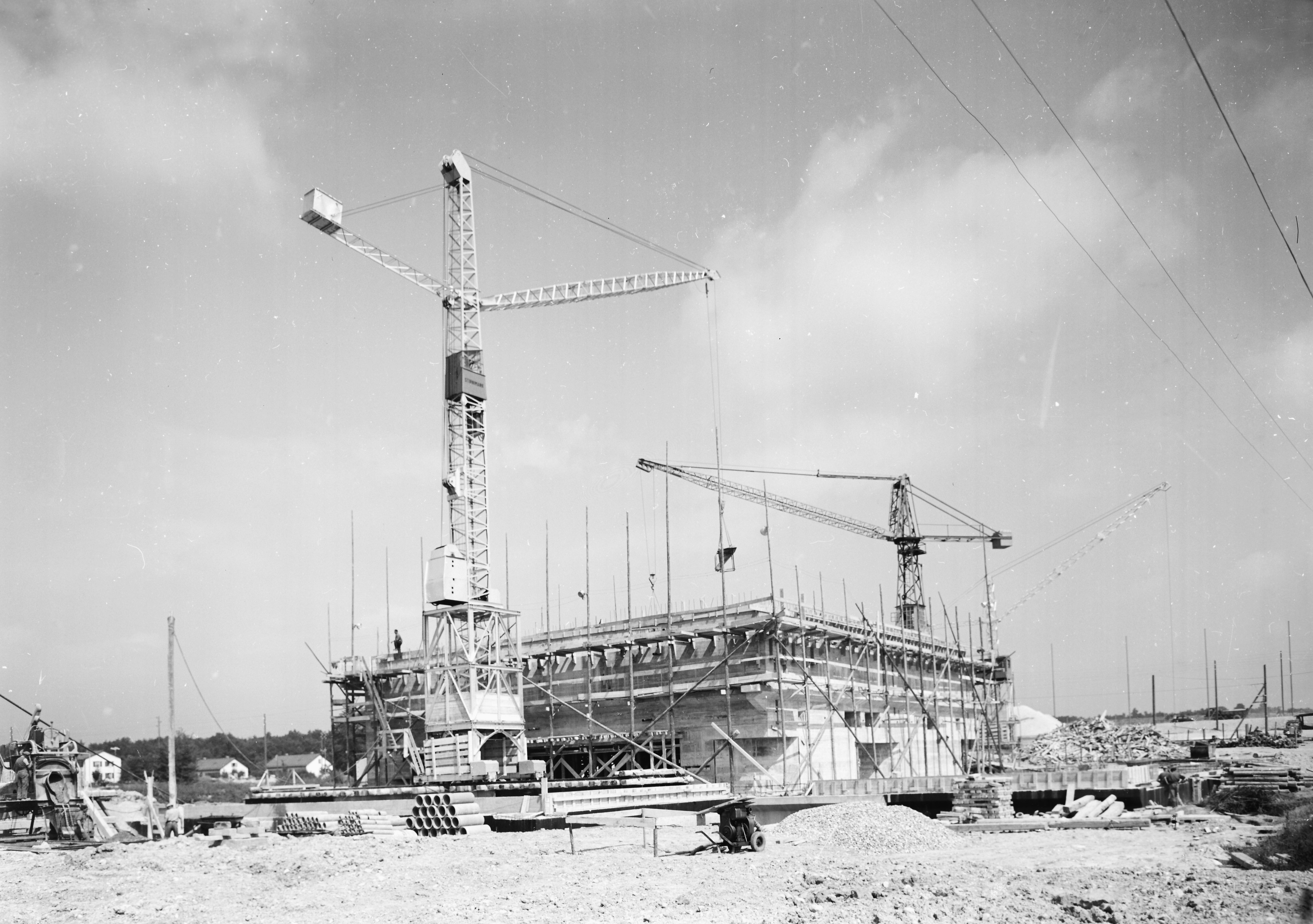
Il cantiere del sincrociclotrone (CERN).

Nel 1953, dopo un anno di ricerche, incontri e relazioni, iniziò la progettazione del sincrociclotrone. La costruzione della macchina iniziò nel 1954 nel sito di Meyrin con pezzi provenienti da tutta l'Europa occidentale. Alla fine del 1955, Wolfgang Gentner divenne il direttore del "Synchro-Cyclotron Study Group", poiché l'ex direttore Cornelis Bakker divenne direttore generale del CERN. Il programma di ricerca per il Sincrociclotrone è stato pianificato per poter iniziare gli esperimenti il prima possibile. Il SC ero pronto per accelerare il suo primo fascio nell'agosto del 1957, praticamente alla data prevista. Un comunicato stampa del CERN del 16 agosto 1957 affermava che il SC, in quanto terzo acceleratore di questo tipo al mondo, aveva iniziato a funzionare a pieno regime. Alla fine del 1958, il Sincrociclotrone diede il suo primo importante contributo alla fisica nucleare con la scoperta del raro decadimento elettronico della particella pione. Questa scoperta ha aiutato molto i teorici dimostrando che questo decadimento si verifica davvero ù. Il sincrociclotrone è stato utilizzato per una media di 135 ore settimanali nel 1961; funzionava continuamente tutti i giorni della settimana tranne il lunedì riservato alla manutenzione. Il sincrociclotrone accelerava un getto di protoni 54 volte al secondo, fino ad una velocità di circa 240.000 chilometri al secondo (l'80% della velocità della luce).
Nel maggio 1960 furono pubblicati a Vienna i piani per un separatore di isotopi. Questo separatore di isotopi è stato costruito dal "Nuclear Chemistry Group" (NCG, Gruppo di Chimica Nucleare) del CERN e venne utilizzato nelle misurazioni dei tassi di produzione dei radionuclidi prodotti nel sincrociclotrone. Gli alti tassi di produzione osservati durante queste misurazioni hanno dimostrato che il SC era la macchina ideale per esperimenti che miravano alla produzione di isotopi rari. Nell'aprile del 1963, un gruppo di fisici si riunì al CERN per discutere del progetto del separatore di isotopi. Alla fine del 1964 fu presentata una proposta formale per il progetto e venne accettata dal Direttore Generale del CERN. Nello stesso anno, il Sincrociclotrone iniziò a concentrarsi solo sulla fisica nucleare, lasciando la fisica delle particelle ad un acceleratore più potente, costruito nel 1959, il Proton Synchrotron (Protosincrotrone, PS). Nel maggio 1966, il sincrociclotrone fu chiuso per importanti modifiche. Fino a metà luglio, la capacità del SC e delle sue strutture associate è stata migliorata. Inoltre, è stato costruito un nuovo tunnel per una linea di fascio di protoni esterna alla nuova sala sotterranea per il nuovo separatore di isotopi. Nel 1967 iniziò a fornire fasci per la struttura dedicata ai "fasci di ioni radioattivi" denominata ISOLDE, che ancora ora svolge ricerche che vanno dalla fisica nucleare pura all'astrofisica e alla fisica medica.
Nel 1969 iniziarono i preparativi per aumentare l'intensità e migliorare l'efficienza di estrazione del raggio del SC. Fu chiuso nel giugno del 1973 per modifiche. La macchina altamente migliorata ha ripreso a funzionare per la ricerca fisica con il suo nuovo nome, SC2, nel gennaio 1975. Nel 1990, ISOLDE è stata trasferita al Proton Synchrotron Booster e il SC ha finalmente chiuso dopo 33 anni di servizio.
Dopo essere stati impiegati come magazzino dalla chiusura del 1990, il SC e il suo edificio (il padiglione SC) sono stati ristrutturati nel 2012-2013 per diventare un'area espositiva per i visitatori, con apertura dal settembre 2013. La mostra comprende un video sulla nascita del CERN e del Sincrociclotrone. Utilizzando la tecnologia di projection mapping, visualizza simulazioni delle particelle in accelerazione sul SC e ne mostra alcune delle sue parti. Nella sala si trovano anche alcuni oggetti e strumenti utilizzati all'epoca dell'avvio del Sincrociclotrone.

## Attività
Di seguito è riportato l'elenco di alcune attività di fisica svolte presso il SC:
- Osservazione del decadimento elettronico del pione
- Misura del momento magnetico anomalo del muone
- Osservazione del decadimento beta del pione
- Misura dell'elicità del positrone dal decadimento del muone
- Cattura del muone nell'idrogeno
- Canale muonico
- Radiografia muonica e pionica
- Dispersione (scattering) dei pioni
- Diffusione (scattering) del nucleone
- Risonanza di spin dei muoni per lavori allo stato solido: metalli, semiconduttori, polimeri
- Radioisotopi per la medicina
- Spettroscopia nucleare
- Nuclei molto instabili e modi di decadimento rari
- Funzioni di forza e aspetti statistici del decadimento beta
- Fisica atomica: raggi X, spettri ottici del francio
- Impianto per applicazioni di fisica dello stato solido
- Indagine sulla struttura nucleare: distribuzione delle cariche nucleari e momenti magnetici
- Interazione elettromagnetica tra il muone e il nucleo
- Atomi pionici: il forte effetto di interazione
- Scambio a doppia carica dei pioni
- Produzione e assorbimento di pioni
- Reazioni di spallazione, fissione, frammentazione con produzione di specie radioattive
- Studi su masse nucleari, forme nucleari, decadimenti esotici
- Rilevamento radioattivo della pompa ottica: scoperta di sfalsamento di forma e coesistenza di forme nella regione del mercurio (Hg)
- Apparato Rabi per la misura dello spin e del momento magnetico
- Pompaggio ottico indotto da laser
- Spettroscopia laser collineare
- Spettroscopia di massa a ionizzazione di risonanza